# بخش هرمز
بخش هرمز، یکی از بخش‌های شهرستان بندرعباس در استان هرمزگان ایران است. مرکز این بخش، شهر هرمز است.

## پیشینه
بخش هرمز در تاریخ ۱۴ مرداد ۱۳۸۰ با مصوبه مجلس شورای اسلامی تأسیس شد. در سال ۱۳۹۳ نمایندگان مجلس شورای اسلامی تصویب کردند که این بخش به محدوده منطقه آزاد قشم الحاق شود. این مصوبه مخالفانی همچون حسن کامران نماینده اصفهان هم داشت که آن را خطایی استراتژیک می‌دانستند.
در نهایت در تاریخ ۸ اسفند ۱۳۹۷ بخش هرمز از شهرستان قشم جدا شد و مطابق مصوبه هیئت دولت به محدوده شهرستان بندرعباس پیوست.
این تصمیم با توجه به درخواست اهالی و مسئولان محلی هرمز با توجه به مسافت زیاد این بخش با مرکز شهرستان قشم با هدف دسترسی آسان‌تر خدمات، کاهش هزینه رفت‌وآمد برای اهالی، مسائل راهبردی و ژئوپلتیکی منطقه، تسهیل در سازوکار گردش کار اداری منطقه و … صورت گرفت.

## تقسیمات کشوری
- بخش هرمز
  - دهستان ندارد

شهر: هرمز

## جمعیت
براساس سرشماری عمومی نفوس و مسکن در سال ۱۳۹۵، جمعیت بخش هرمز برابر با ۵٬۸۹۱ نفر بوده‌است.